# Agdistis linnaei
Agdistis linnaei is een nachtvlinder uit de familie Pterophoridae (vedermotten). De spanwijdte van de vlinder bedraagt tussen de 14 en 19 millimeter. De soort is bekend uit Tanzania en Kenia. De vlinder vliegt in april en van november tot januari.
De soort is beschreven in een special van Zoologische Mededelingen, uitgegeven door Naturalis, die op 1 januari 2008 verscheen ter ere van het 250-jarig bestaan van de zoölogische nomenclatuur. Op 1 januari 1758 verscheen namelijk de tiende editie van Systema naturae van Carl Linnaeus. De soortaanduiding linnaei verwijst naar Linnaeus.